# NOS AUDIO
NOS AUDIO - Sales and Distribution  (anteriormente conhecida por PT Conteúdos, ZON Conteúdos, ZON Lusomundo TV, NOS Lusomundo TV e NOSPUB) é um distribuidor de canais nacionais e estrangeiros para as várias operadoras de televisão por cabo em Portugal. Atualmente, a empresa detém 5 canais premium como os Canais TVCine e NOS Studios.
Em 2020 devido a uma reorganização no Grupo NOS, as empresas NOS Lusomundo TV, S.A. e a  NOSPUB, Publicidade e Conteúdos, S.A. fundiram-se e então nasceu a NOS AUDIO - Sales and Distribution, S.A. juntando assim, as áreas de publicidade e distribuição da empresa.
A NOS AUDIO é um agregador de programação em modelo linear e não linear fornecendo canais e serviços aos diversos operadores. 
Para além da produção de canais, a NOS AUDIO fornece ainda o serviço de “subscription VOD” aos diversos operadores, serviço esse pioneiro, o qual permite acesso a uma extensa oferta de conteúdos de uma determinada temática em modelo “on demand” por um valor fixo mensal. 
A NOS AUDIO disponibiliza ainda serviços técnicos de encoding e emissão de conteúdos a outros operadores e produtores de canais no mercado nacional e nos PALOP.
A NOS AUDIO especializa-se também na comercialização e otimização de produção e propostas de publicidade, tanto para televisão, cinema, etc. 